# Трудолюбівка (Братська селищна громада)
Трудолю́бівка — село в Україні, у Братській селищній громаді Вознесенського району Миколаївської області. Населення становить 98 осіб. До 2020 року орган місцевого самоврядування — Новокостянтинівська сільська рада.

## Населення
Згідно з переписом УРСР 1989 року чисельність наявного населення села становила 99 осіб, з яких 39 чоловіків та 60 жінок.
За переписом населення України 2001 року в селі мешкало 95 осіб.

### Мова
Розподіл населення за рідною мовою за даними перепису 2001 року:
| Мова       | Чисельність | Відсоток |
| ---------- | ----------- | -------- |
| українська | 79          | 80,61%   |
| румунська  | 17          | 17,35%   |
| вірменська | 1           | 1,02%    |
| російська  | 1           | 1,02%    |
| Усього     | 98          | 100%     |